# Dustin Boyd
Dustin Boyd (ur. 16 lipca 1986 w Winnipeg) – kanadyjski hokeista. Reprezentant Kazachstanu.
Jego brat Jordyn (ur. 1994) także został hokeistą.

## Kariera
- Winnipeg Warriors City Midget (2001-2002)
- Moose Jaw Warriors (2002-2006)
- Omaha Ak-Sar-Ben Knights (2006-2007)
- Calgary Flames (2007-2010)
  -  Quad City Flames (2007-2009)
- Nashville Predators (2010)
- Montreal Canadiens (2010–2011)
  -  Hamilton Bulldogs (2010–2011)
- Barys Astana (2011-2017)
- Dinamo Moskwa (2017-2018)
- Barys Astana (2018-2020)
- EHC Linz (2021-)

Wychowanek Winnipeg Monarchs. Występował w juniorskich rozgrywkach WHL w ramach CHL, a następnie w AHL i NHL. Od końca maja 2011 zawodnik kazachskiego klubu Barys Astana (wraz z nim do klubu przyszedł jego rodak, pochodzący także z Winnipeg, Nigel Dawes. W kwietniu 2013 obaj przedłużyli kontrakt z klubem o dwa lata, a w maju 2014 o trzy lata. W połowie 2017 odszedł z Barysu. W lipcu 2017 został zawodnikiem Dinama Moskwa. Pod koniec września 2018 został zwolniony z klubu. Wówczas przeszedł ponownie do Barysu. W maju 2019 przedłużył kontrakt z tym klubem o rok. Po sezonie KHL (2019/2020) nie skorzystał z opcji przedłużenia umowy z Barysem i odszedł z klubu. W sezonie 2020/2021 nie występował, a pod koniec 2021 został zaangażowany przez austriacki klub EHC Linz.
Po kilku latach występów w Barysie Astana, w marcu 2016 roku wraz z innymi zawodnikami tego klubu – rodakiem Nigelem Dawesem i Amerykaninem Brandonem Bochenskim, został reprezentantem Kazachstanu. W barwach Kazachstanu uczestniczył w turniejach mistrzostw świata w 2016 (Elita), 2017, 2019 (Dywizja I). 

## Sukcesy
Reprezentacyjne
- Złoty medal mistrzostw świata juniorów do lat 20: 2006 z Kanadą
- Awans do MŚ Elity: 2019 z Kazachstanem

Klubowe
- Norman R. „Bud” Poile Trophy: 2007 z Omaha Ak-Sar-Ben Knights
- Mistrzostwo dywizji AHL: 2011 z Hamilton Bulldogs

Indywidualne
- Sezon WHL 2006/2007:
  - Pierwszy skład Gwiazd (Wschód)
- KHL (2014/2015):
  - Nagroda Najlepsza Trójka dla tercetu najskuteczniejszych strzelców ligi (oraz Nigel Dawes i Brandon Bochenski): łącznie 62 gole[13][14]
- KHL (2015/2016):
  - Trzecie miejsce w klasyfikacji asystentów w sezonie zasadniczym: 41 asyst
  - Trzecie miejsce w punktacji kanadyjskiej w sezonie zasadniczym: 61 punktów
  - Piąte miejsce w klasyfikacji zwycięskich goli w sezonie zasadniczym: 6 goli
  - Nagroda Najlepsza Trójka dla tercetu najskuteczniejszych strzelców ligi (oraz Brandon Bochenski i Nigel Dawes): łącznie 50 goli[15]
- Mistrzostwa Świata w Hokeju na Lodzie 2017/I Dywizja#Grupa A:
  - Drugie miejsce w klasyfikacji skuteczności wygrywanych wznowień w turnieju: 77,03%[16]